# Salyut 1
Salyut 1 (DOS 1) foi a primeira estação espacial Salyut, e a primeira estação espacial feita pelo homem. Foi lançada em 19 de abril de 1971. Sua primeira tripulação foi lançada na Soyuz 10, mas não foi capaz de embarcar devido a uma falha no mecanismo de aterrissagem; sua segunda tripulação foi lançada na Soyuz 11 e ficou a bordo por 23 dias produtivos. Infelizmente, um válvula equalizadora de pressão da Soyuz 11 abriu prematuramente na reentrada, matando todos os três integrantes da tripulação. A Salyut 1 reentrou na atmosfera terrestre em 11 de Outubro de 1971.

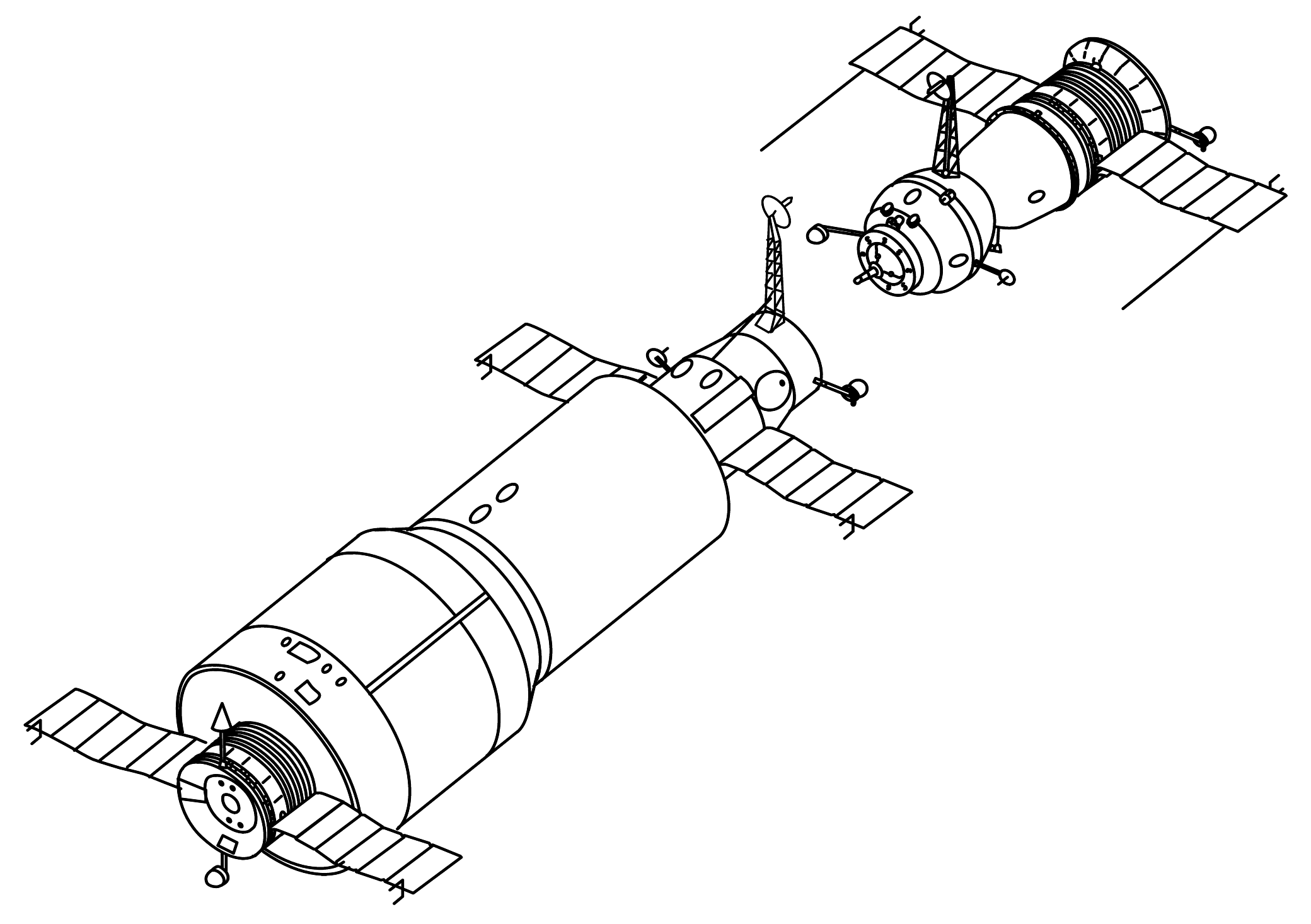
Salyut 1

## Especificações
- Comprimento - 15,8 m
- Diâmetro Máximo - 4,15 m
- Volume Habitável - 90 m³
- Peso no Lançamento - 18 900 kg
- Veículo de Lançamento - Proton (três estágios)
- Distancia entre painéis solares - cerca de 10 m
- Área de painéis solares - 28 m²
- Número de painéis solares - 4
- Transportador de recarga - Salyut tipo-1 Soyuz
- Número de portos de aterrissagem - 1
- Total de missões tripuladas - 2
- Total de missões tripuladas de longa duração - 1

## Naves espaciais visitantes e grupos
- Soyuz 10 - 23 de Abril de 1971 - Falhou na aterrissagem
  - Vladimir Shatalov
  - Aleksei Yeliseyev
  - Nikolai Rukavishnikov

- Soyuz 11 - 6 de Junho de 1971 - Tripulação morta na reentrada
  - Georgi Dobrovolski
  - Viktor Patsayev
  - Vladislav Volkov

## Estrutura
No lançamento, o propósito anunciado da Salyut era de testar os elementos do sistema de uma estação espacial e conduzir experimentos e pesquisas científicos. A nave foi descrita como tendo 20 m de comprimento, 4 m de diâmetro máximo, e 99 m³ de espaço interior com uma massa em órbita de 18 425 kg. De seus compartimentos, três eram pressurizados (100 m³ total), e dois poderiam ser ocupados pela tripulação. O primeiro, ou transferência, foi conectado diretamente com a Soyuz 11. Seu cone de aterrissagem tinha um diâmetro de 2 m na frente e um diâmetro de 3 m na parte posterior. O segundo compartimento, ou principal, tinha cerca de 4 m de diâmetro. As transmissões televisionadas mostram espaço o suficiente para oito grandes cadeiras (sete nos consoles de trabalho), vários painéis de controle, e 20 vigias (alguns desobstruídos por instrumentos). O terceiro compartimento pressurizado continha os equipamentos de controle e comunicações, a fonte de energia, o sistema de suporte de vida, e outros equipamentos auxiliares. O quarto, e último, compartimento (despressurizado) tinha cerca de 2 m de diâmetro e continha as instalações do motor e equipamentos de controle associados. A Salyut tinha baterias químicas, suprimentos reserva de água e oxigênio, e sistemas de regeneração. Montados externamente havia dois pares de painéis solares que se estendiam como asas dos menores compartimentos a cada fim, os radiadores para controle de calor, e dispositivos de orientação e controle.

### Expedições na Salyut 1
| Expedição | Grupo                                                 | Data de Lançamento              | Voo de Subida | Data de Aterrissagem             | Voo de Descida | Duration - Dias - |
| --------- | ----------------------------------------------------- | ------------------------------- | ------------- | -------------------------------- | -------------- | ----------------- |
| Soyuz 11  | Georgi Dobrovolski, Viktor Patsayev, Vladislav Volkov | 6 de Junho de 1971 04:55:09 UTC | Soyuz 11      | 29 de Junho de 1971 23:16:52 UTC | Soyuz 11       | 23.77             |

## Grupos e Missões
Depois de 24 horas de aproximação e alinhamento, a Soyuz 10 pousou na Salyut em 23 de abril e permaneceu aterrissada por 5 horas e 3 minutos. O grupo não se transferiu para a estação espacial. A Soyuz 11 precisou de 3 h e 19 min em 7 de Junho para uma aterrissagem completa. O grupo se transferiu para a Salyut e sua missão foi anunciada como:
1. verificação e teste da unidades, sistemas onboard, e equipamentos da estação orbital pilotada
2. testar os métodos e autonomia da orientação e navegação da estação, assim como os sistemas controlando o complexo espacial enquanto se movimenta em órbita;
3. estudas objetos geológico-geográficos na superfície terrestre, formações atmosféricas, e a cobertura de neve e gelo sobre e Terra
4. estudar características físicas, processos, e fenômenos na atmosfera e no espaço exterior em várias áreas do espectro da radiação eletromagnética;
5. conduzir estudos medico-biológicos para determinar as possibilidades de realizar uma série de trabalhos pelos cosmonautas na estação e estudar a influência dos voos espaciais no organismo humano.

Em 29 de junho, após voar 362 órbitas aterrissada na Salyut, o grupo da Soyuz 11 retornou para  a Soyuz 11. A Salyut se moveu para uma órbita superior em julho e agosto de 1971 para garantir que não iria acabar prematuramente devido ao decaimento orbital. Em 11 de outubro, os motores da Salyut foram ativados, pela última vez, para abaixar sua órbita e garantir a queda no Oceano Pacífico. Após 175 dias no espaço, a primeira verdadeira estação espacial morreu. O Pravda (26 de outubro de 1971) disse que os objetivos da Salyut foram atingidos 75% dos casos por meios ópticos, em 20% por meios rádio-técnicos, e uma pequena parte por meios magneto-métricos, gravitacionais, e outros estudos. Leituras sinópticas foram feitas nas partes visível e invisível do espectro eletromagnético.